# Чешка Камењица
Чешка (или Ческа) Камењица (чеш. Česká Kamenice) град је у Чешкој Републици. Град се налази у управној јединици Устечки крај, у оквиру којег припада округу Дјечин.

## Становништво
Према подацима о броју становника из 2014. године град је имао 5.425 становника.